# 戈羅比伊 (盧布尼區)
50°9′47″N 32°51′23″E / 50.16306°N 32.85639°E
戈羅比伊（烏克蘭語：Горобії），是烏克蘭的村落，位於該國中部波爾塔瓦州，由盧布尼區負責管轄，處於烏代河畔，距離金齊4公里，海拔高度136米，2001年人口98。